# IC 637
IC 637 је спирална галаксија у сазвјежђу Лав која се налази на листи објеката дубоког неба у Индекс каталогу.
Деклинација објекта је + 15° 21' 37" а ректасцензија 10h 42m 21,9s. Привидна величина (магнитуда) објекта IC 637 износи 14,2 а фотографска магнитуда 15,0. IC 637 је још познат и под ознакама CGCG 94-107, NPM1G +15.0294, PGC 31900.